# Huizhou
Pour les articles homonymes, voir Huizhou (homonymie).
Huizhou (chinois : 惠州市 ; pinyin : Huìzhōu shì) est une ville de la province du Guangdong en Chine située à l'Est de Shenzhen et à 90 km au nord-est de Hong-Kong.
La ville-préfecture, d'une population d'environ 3 000 000 habitants, gère environ quatre millions d'habitants dans son domaine de compétence.
Deux principaux dialectes sont parlés par les populations locales : Un dialecte cantonais qui est Huizhouhua (惠州话, huìzhōuhuà) et le dialecte de Huizhou du hakka (chinois : 客家话 ; pinyin : kèjiāhuà). Les deux dialectes sont quelque peu liés entre eux, et les gens peuvent facilement comprendre. De plus, comme de nouveaux arrivants des autres provinces viennent travailler à Huizhou, le mandarin est aussi devenu la langue fréquente dans certains types de relations.
L'ancienne résidence de Ye Ting (chinois : 叶挺故居 ; pinyin : yè tǐng gùjū) est sur la liste des monuments de la République populaire de Chine.

## Histoire

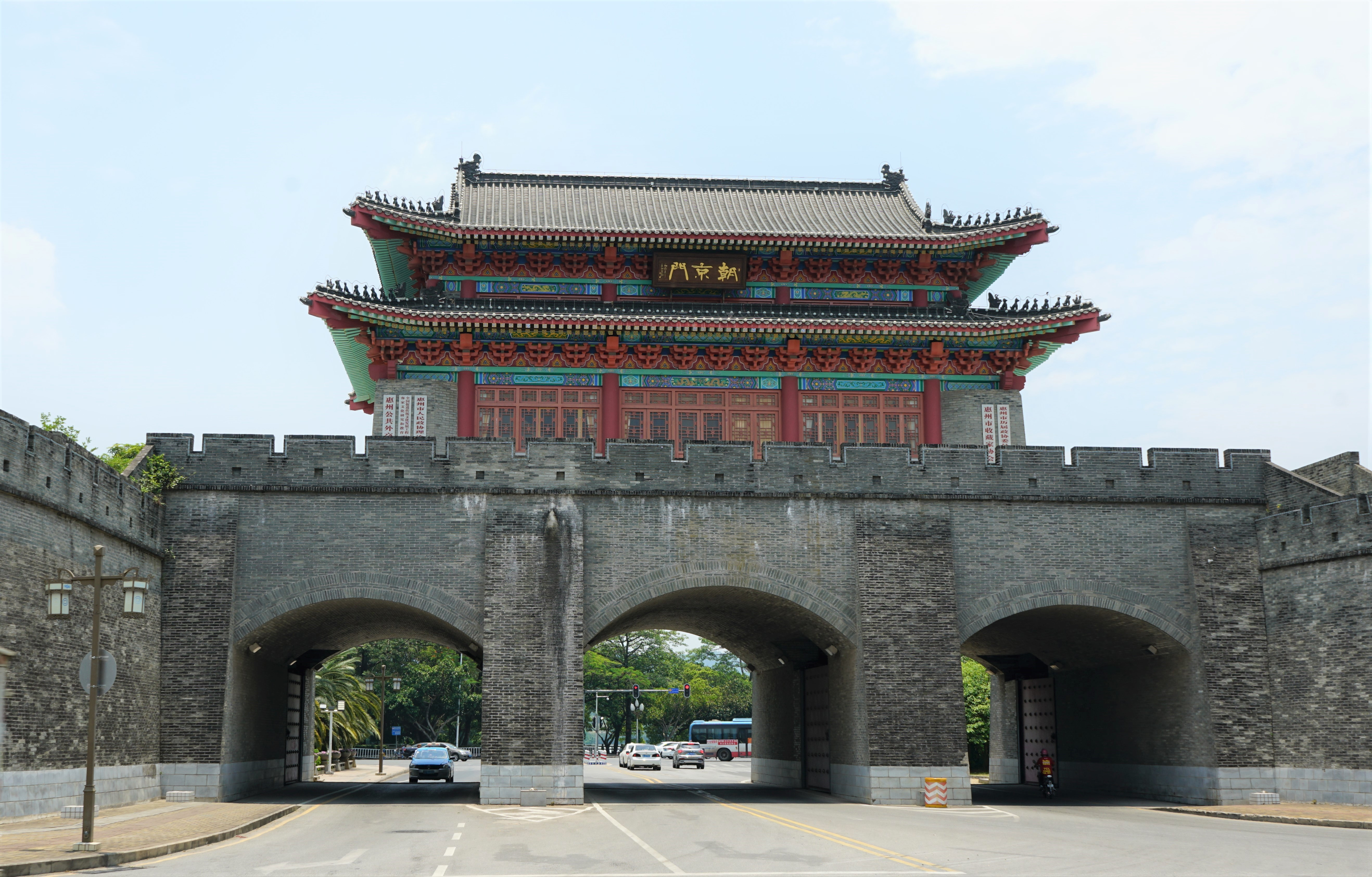
Porte de Chaojing

En 607, la troisième année du règne de l'empereur Sui Yangdi de la dynastie des Sui, la division administrative de Xunzhou change de nom pour celui de Longchuan. Dans la quatrième année de l'empire de Zhenzong de la dynastie des Song, la ville redevient Huizhou. Pendant la Révolution Xinhai, Sun Yat-sen lance la révolte deux fois, et en 1900, Sun Yat-sen décide qu'il est temps de lancer la lutte armée, en liaison avec la révolte des Boxers. Une des émeutes a impliqué 20 000 personnes, mais pas sous la pression du gouvernement des Qing. En 1907, Sun Yat-sen envoie des hommes pour organiser, toujours à Huizhou, la «révolte du lac de sept femmes", qui correspond à la révolte de Huanggang. Les deux cents révolutionnaires échouent dans leurs tentatives, pour n'avoir pas su obtenir le soutien du peuple, et se réfugient dans les ruines de Lianghuang.
Après le déclenchement de la Guerre de Résistance au Japon, l'armée japonaise dans le but d'arrêter le chemin de fer Guangzhou - Beijing et Kowloon - Canton, a envoyé deux divisions de 40 000 soldats qui ont débarqué à Daya Bay, près de Huizhou, prologue attaque sur la Chine du Sud. L'Armée nationale révolutionnaire a continué à résister si tenace. Entre 1938 et 1943 ont été réorganisés dans la région des troupes pour la défense de la province de Canton, généralement appelés «les troupes dans la partie orientale de la rivière des Perles." Ces divisions ont également été en faveur des soldats britanniques au moment de la cession de Hong Kong en 1941. Peu de temps après la Constitution de la République de Chine, a été établi une région particulière dans l'est du Guangdong Pearl River, dont le centre était représenté par Huiyang district (qui comprenait Huizhou), annulé et reconstitué à plusieurs reprises au cours des 11 prochaines années.

## Subdivisions administratives
La ville-préfecture de Huizhou exerce sa juridiction sur cinq subdivisions - deux districts et trois xian :
| Carte  | #                    | Nom    | Hanzi        | Hanyu Pinyin | Population (2003 est.) | Superficie (km²) | Densité (/km²) |
| ------ | -------------------- | ------ | ------------ | ------------ | ---------------------- | ---------------- | -------------- |
|        |                      |        |              |              |                        |                  |                |
| Urbain |                      |        |              |              |                        |                  |                |
| 1      | District de Huicheng | 惠城区 | Huìchéng Qū  | 690 000      | 1 410                  | 489              |                |
| 2      | District de Huiyang  | 惠阳区 | Huìyáng Qū   | 400 000      | 1 262                  | 317              |                |
| Rural  |                      |        |              |              |                        |                  |                |
| 3      | Xian de Boluo        | 博罗县 | Bóluó Xiàn   | 760 000      | 2 795                  | 272              |                |
| 4      | Xian de Huidong      | 惠东县 | Huìdōng Xiàn | 700 000      | 3 397                  | 206              |                |
| 5      | Xian de Longmen      | 龙门县 | Lóngmén Xiàn | 320 000      | 2 058                  | 155              |                |

## Économie
En 2005, le PIB total a été de 48,5 milliards de yuans, et le PIB par habitant de 28 930 yuans.
Huizhou a su bénéficier de la réforme économique chinoise de la fin des années 1980. L'épanouissement du marché immobilier a attiré des investissements de capitaux en provenance de Hong Kong et de Taiwan.
Dans la stratégie de développement économique de la province, Huizhou est considéré comme un site pour une industrie pétrochimique de niveau mondial, ainsi qu'une plaque tournante pour le développement de technologies de l'information et l'expansion des exportations et le commerce.
TCL Corporation est une société d'électronique multinationale dont le siège social est dans la ville.
Parmi les investisseurs étrangers et entreprises de fabrication : Desay, Viasystems, WalMart, AEON...

### Zone de développement
- La Zone de Développement économique et technologique de Huizhou Dayawan, Huizhou Dayawan Economic and Technological Development Zone, a été approuvée par le Conseil d'État en 1993. Sa superficie initiale de 9,98 km2 a été étendue, en 2006, par le Conseil d'État, à 23,6 km2, en 3 phases. Les industries encouragées dans la zone sont la production et l'assemblage dans les domaines automobile, chimique et électronique.

- La Zone d'exportation de Huizhou, approuvée par le gouvernement de la province de Guangdong en juin 2005, située à proximité de la précédente, sur une superficie prévue de 3 km2. La zone est adaptée aussi pour les entreprises de textile.

- La Zone de développement industriel de haute technologie de Huizhou Zhongkai, HIDZ, est reliée à Shenzhen, Guangzhou et Dongguan par les routes Huizhou-Shenzhen route, Guangzhou-Huizhou, et Dongguan-Huizhou, les lignes de chemin de fer Beijing-Kowloon et Huizhou-Aotou, pour rejoindre ensuite Pékin, Hong Kong, entre autres. L'aéroport international de Shenzhen Bao'an de l'aéroport international est à moins d'une heure et demie. Huizhou Zhongkai HIDZ cible l'électronique, les technologies de l'information, l'intégration de l'optique, de la mécanique et de l'électronique, tout en encourageant également l'investissement dans les nouveaux matériaux, les télécommunications, et d'autres industries de haute technologie. HIDZ constitue une des bases nationales de l'information électronique, et des parcs des produits audio et vidéo en Chine. La zone a su attirer de nombreuses grandes entreprises multinationales, dont Sony, SPG, Futaba, Coca Cola, LG et Siemens.

### Énergie
Le projet de construction, par CGN, d’une centrale nucléaire a reçu le feu vert des autorités environnementales début 2019. La construction du premier des six réacteurs (Taipingling-1) de type Hualong (HPR1000) a débuté le 26 décembre 2019.

## Transports
Huizhou est desservie par la ligne ferroviaire Hong Kong-Beijing Jingjiu avec deux gares : Huizhou Ouest et Huizhou.
La ville est également bien desservie par un réseau routier moderne, la reliant à d'autres grandes villes de la province du Guangdong, comme Shenzhen et Guangzhou. Enfin, elle est à environ 2h de route de l'aéroport international de Shenzhen Bao'an.
Le système de transport en commun rapide, depuis Shenzhen, est en cours de construction à partir de 2011.

## Armée
Huizhou est le siège du 42e Groupe de l'Armée populaire de Libération, l'une des deux armées qui composent la région militaire de Guangzhou région militaire, chargée de la défense de la côte sud de la Chine et de ses frontières avec le Vietnam.

## Éducation
La ville dispose de deux universités :
- Université de Huizhou (zh) (惠州大学),
- Université de radio et télévision de Huizhou (zh) (惠州市广播电视大学).

## Jumelage
Huizhou est jumelée avec Milpitas, Californie, États-Unis
Meknes Maroc depuis 2010

### Référence de traduction
- (en) Cet article est partiellement ou en totalité issu de l’article de Wikipédia en anglais intitulé « Huizhou » (voir la liste des auteurs).

## Photos
|  |  |  |  |

|  |  |  |